# Montcaret
Montcaret är en kommun i departementet Dordogne i regionen Nouvelle-Aquitaine i sydvästra Frankrike. Kommunen ligger i kantonen Vélines som tillhör arrondissementet Bergerac. År 2022 hade Montcaret 1 405 invånare.

## Befolkningsutveckling
Antalet invånare i kommunen Montcaret
Referens:INSEE